# Scania
Scania AB é uma empresa sueca fabricante de caminhões, ônibus, e motores diesel (marítimos e estacionários), sediada em Södertälje, Suécia. Com mais de 54.000 funcionários, a Scania possui operações na Europa, América Latina, Ásia, África e Oceania. Sua atuação estende-se por mais de 100 países no mundo.
A empresa foi fundada em 1891, como Maskinfabriks AB Scania na cidade de Malmö no sul da Suécia. Scania é a forma latina para designar a província sueca de Skåne. Em 1911, a Scania se associou a outro fabricante do ramo automobilístico, a Vagnsfabriks Aktiebolaget i Södertälje (VABIS) de Södertälje para formar a AB Scania-Vabis. Em 1969, a Scania-Vabis se associou com a Saab, para formar o grupo Saab-Scania AB. Em 1995, a união foi desfeita e a Scania passou a se chamar apenas Scania AB.
Em 2011, o Grupo Volkswagen comprou a Scania pelo valor de 6,7 bilhões de euros.

## Tomada do controle pelo Grupo Volkswagen
Em 3 de março de 2008, o Grupo Volkswagen anunciou a compra de participação acionária adicional na Scania que elevou os seus direitos de voto para 68,60%, passando desta forma a ser o acionista controlador da empresa.

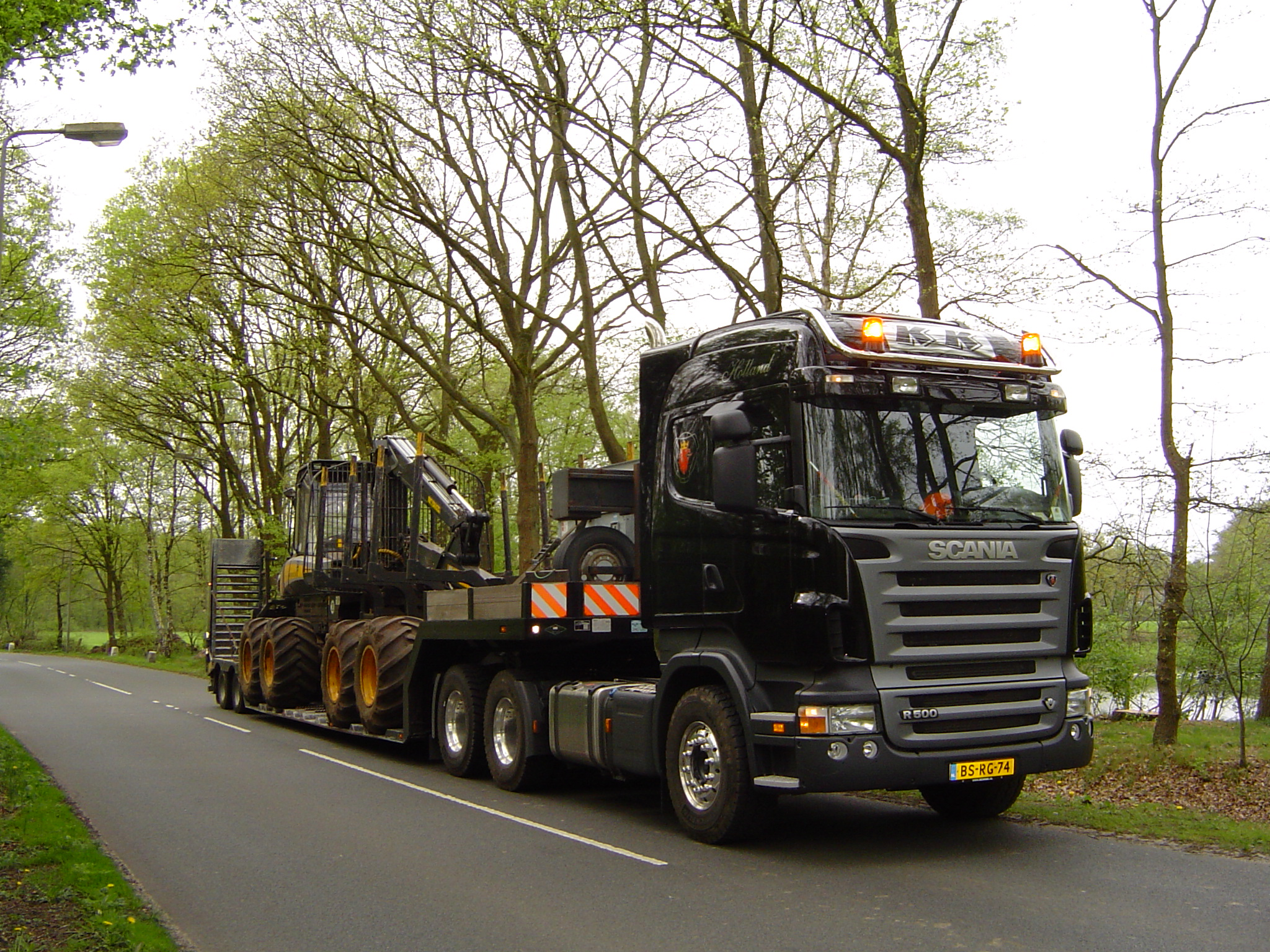
Novo Scania R500

## Linha de produtos
A Scania produz caminhões, chassis para ônibus e motores diesel para uso industrial, marítimo, e para veículos, máquinas agrícolas e para construção civil produzidos por outras empresas.
A Scania tradicionalmente é um fabricante de caminhões pesados e extra pesados, embora produza modelos de menor tonelagem.
Até 1957, quando foi produzido o primeiro caminhão no Brasil, os veículos eram produzidos somente na Suécia. Atualmente existem fábricas também na Argentina, México, França, Holanda, Polônia e Rússia.
Esse caminhão foi adquirido por Ladair Michelon, que se tornaria um dos maiores empresários do Brasil. Em 2018, completou 80 anos e até hoje é reverenciado como referência no Transporte Rodoviário de Cargas.
No Brasil, nos anos 70 e 80, eram fabricados somente chassis para ônibus e cavalos mecânicos, com capacidade de tração a partir de 40 toneladas, atualmente também são fabricados caminhões rígidos 4x2, 6x2 e 6x4, atendendo também o segmento de caminhões semi-pesados.

### Após 2004, nomenclatura em função da potência
Em 2004, a Scania deixou de usar na nomenclatura dos seus veículos a cilindrada e a série. Atualmente, existem quatro séries de caminhões, nomeadas em função do tipo de cabine e da potência do motor onde:
- uma letra indica o tipo de cabine:
  - T - cabine atrás do motor "bicudo" não é mais oferecida.
  - P - Cabine avançada, montada sobre o motor, baixa. Apresenta o cofre do motor elevado no interior da cabine, influenciando negativamente na movimentação no interior da cabine. Indicada para operações de curta distância, sendo mais fácil o acesso do motorista à cabine, quando comparada à Série R. Ex.: P230, P340.
  - R - Cabine avançada alta, indicada para viagens longas. Apresenta melhor conforto interno em virtude da menor altura do cofre do motor. Ex.: R420, R500, R620.
  - G - Cabine parecida com a serie R, mas com acabamento menos sofisticado.

A linha de ônibus é composta pelas séries F (motor dianteiro) e K (motor traseiro).
Em 2005, a Scania mudou a forma de nomenclatura de seus modelos de ônibus. Agora, o número representa a potência do motor em cavalo vapor (Exemplo: K420 - Motor com 420 Cavalos Vapor e K indica a posição do motor no chassi).
Em 2009, a Scania lançou a sua 5ª geração de chassis. A nomenclatura dos modelos permaneceu a mesma, mas a Série 5 ganhou um novo painel e algumas melhorias no motor. Ainda este ano, a Scania voltou a produzir chassis com motor dianteiro, mercado que ela tinha deixado em 2003, com o lançamento do F230 4x2, somente na configuração 4x2, e do F270 nas configurações 4x2 e 6x2.
Os modelos com motor traseiro são o K250 4x2, K270 4x2, K270 6x2 (com terceiro eixo direcional), K280 6x2*4, K310 6x2 (articulado ou com terceiro eixo direcional), K310 8x2 (articulado com dois eixos no carro traseiro, de 20 metros, exclusivo para Curitiba), K310 4x2, K360 (4x2 ou 6x2), K400 6x2 e K440 8x2.
Os modelos com motor dianteiro são o F250 e F310 (Urbano e Rodoviário) e o F360HA (articulado).
Alguns exemplos:
- "R"480 V8 (cabine não-reestilizada);
- "R"500 V8 (cabine reestilizada);
- "R"580 V8 (versão especial com motor importado da Suécia, montado no Brasil com a antiga cabine da Série 5).

### 1968-2005, nomenclatura em função da cilindrada
Entre 1968 e 2005, foram produzidos os modelos das séries 0, 1, 2, 3 e 4, os quais foram nomeados com base na cilindrada do motor, em litros, e da série, formando um número com dois ou três dígitos. O uso de letras antes  do número foi usado, secundariamente, para indicar o tipo de cabine e depois do número a aplicação do veículo.

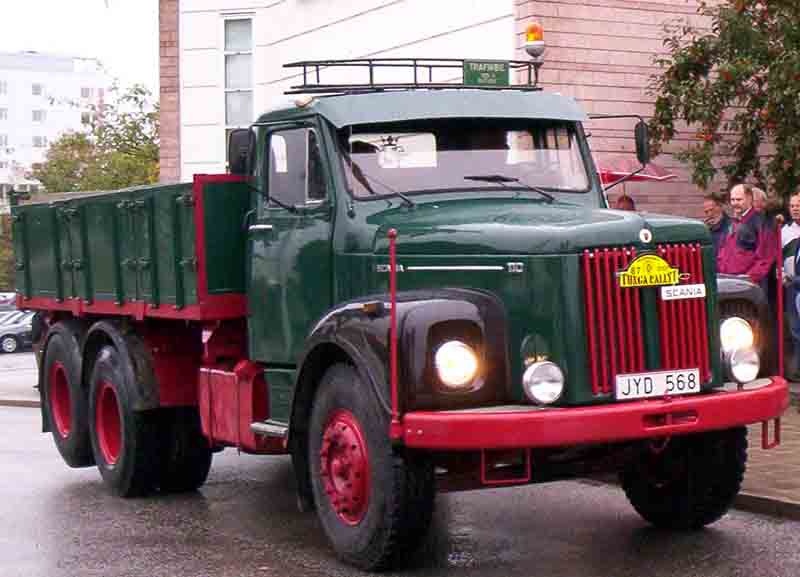
LS110 1969

#### Série 0
Formada pelos modelos L110, LK140 e L100 e, respectivamente com motor de 6 cilindros em linha de 11 litros, de 203 cv aspirado, à 275 cv para o motor turbo alimentado já disponível desde 1970, como opcional no Scania L 76 super, e motor V8 de 14 litros. As cabines oferecidas eram:
- LK, de configuração avançada, conhecida no Brasil como "cara chata", sendo o LK na configuração 4x2 e o LKS na configuração 6x2 e o LKT 6x4.
- L de configuração convencional, conhecida como "jacaré" em função do longo habitáculo do motor a frente da cabine. Esta cabine é incompatível com o motor V8 de 14 litros, e por esta razão só eram produzidos com o motor de 11 litros.

A cabine avançada fabricada na Europa e no Brasil tinha diferença em relação à posição de montagem do eixo dianteiro. Na Europa, este era montado abaixo do assento, como nos Scania R113 e R500. No Brasil, o eixo dianteiro era montado abaixo dos pés do condutor, com a escada de acesso à cabine, na parte posterior do para-lama.
No Brasil, eram oferecidos somente motores aspirados até o final da década de 60, sendo assim, os motores turbo (turboalimentados), foram apresentados em 1970 no salão do automóvel, motor o qual equipava o Scania L76 super, também conhecido como "espingardinha", devido a posição do elemento filtrante do ar estar posicionado na parte traseira da cabine, diferente do filtro externo, que ficava posicionado acima do para-lama dianteiro direito, ao passo que na Europa modelos turboalimentados eram oferecidos desde 1963.
Em 1970, quando ainda era L76 e substituiu a cabine “João de Barro” por aquela que equiparia os modelos L até o final da sua produção com o modelo 111S em 1981, cuja teve poucas modificações durante este período. Em 1970, recebeu o apelido “Scania Super” por causa do turbo (275 hp). Essa máquina era equipada com motor 11 litros, turbinado, lançado aproximadamente em 1963, na Suécia, um marco para época. O “Scania Super” era equipado com um filtro de ar externo maior que o dos L76 aspirado dos anos 60 (estes com 11 litros, mas sem turbo e 195 hp). Em 1971, a denominação é alterada de L76 para L110. O L110 era sinalizado na lateral do “torpedo” com letras e frisos, cromados: “SCANIA —–– 110 SUPER”. Infelizmente, os motoristas substituíam o filtro externo pelo interno e as letras pelas do “L111S”.
A linha de ônibus era composta pelo B110, de motor dianteiro, e pelo BR115 de motor traseiro. Três unidades do BR110 foram trazidas da Suécia, para estudos e testes, e encarroçadas no Brasil pela Ciferal, (rodaram pela Viação Cometa (SP), pela Penha (PR) e pela Empresa Unida (MG)).
Modelos da Série:

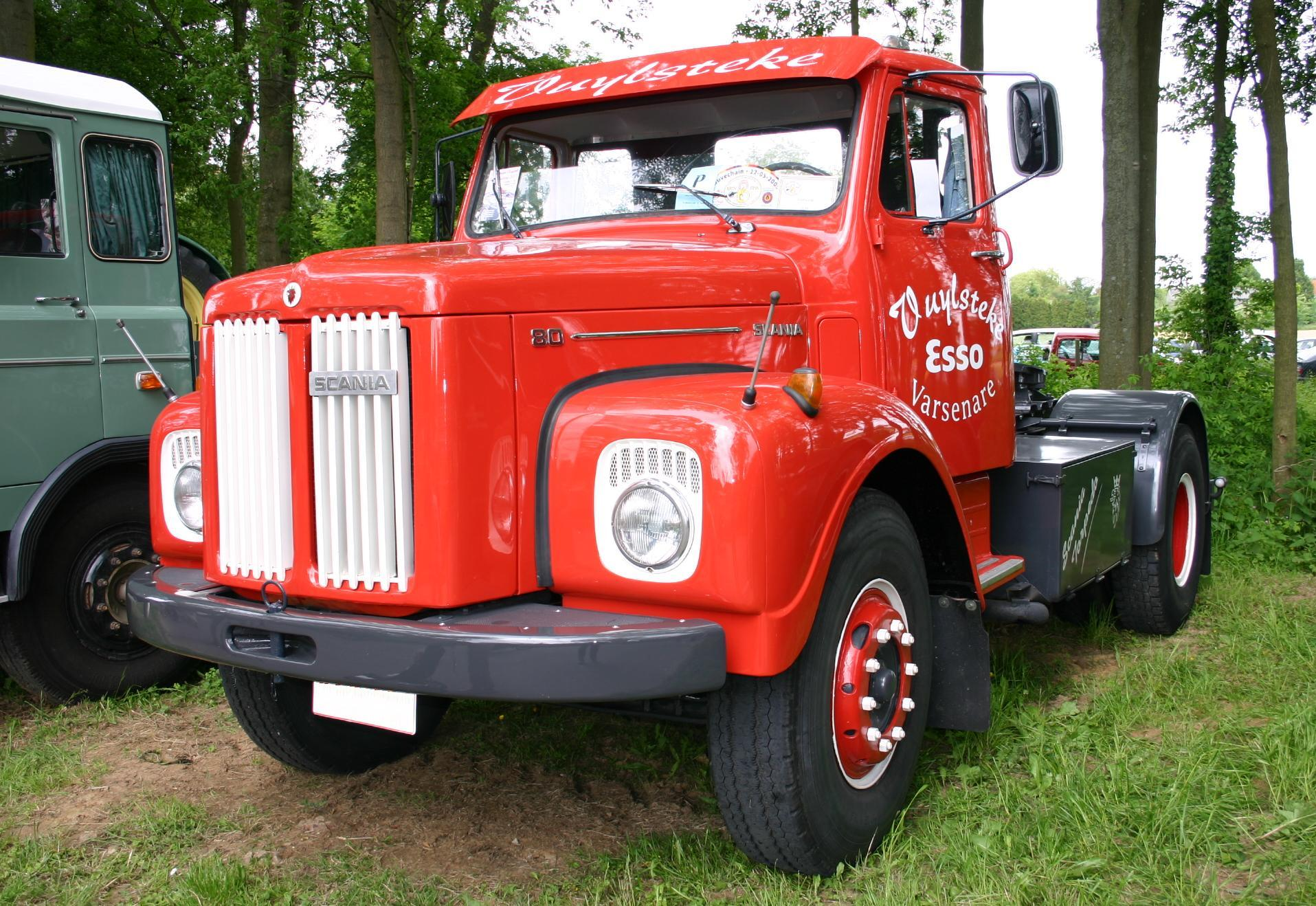
Scania L80, sucessor do Scania-Vabis L56

- L110 - caminhão 4x2 de cabine convencional com motor de 11 litros;
- LS110 - caminhão 6x2 equipado com terceiro eixo de apoio;
- LT110 - caminhão 6x4 com suspensão em tandem;
- L101 - variação do L110 com menor preço e capacidade de tração; pneus 1100x20 motor aspirado e câmbio de 5 marchas à frente.
- LK140 - caminhão de cabine avançada com motor V8 de 14 litros;
- LKS 140 - 6x2;
- LKT 140- 6x4;
- L80 - não foi produzido no Brasil;
- B110 - Chassis de ônibus com motor dianteiro;
- BR115 - Chassis de ônibus com motor traseiro.

#### Série 1
A série 1 manteve as mesmas cabines avançadas da Série 0, bem como a cabine convencional no Brasil. Na Europa um novo modelo de cabine convencional foi lançado, comportando inclusive o motor V8.
Há várias diferenças entre um 110 e um 111. Uma diferença que se destaca bem é o quebra-vento, que existe nas portas do modelo 110, e que foi extinto no modelo 111.
Em 1976, foi lançado a o L111. Os modelos produzidos até 1977 não tem a relação de seis cavalos vapor por tonelada de Capacidade Máxima de Tração (CMT). Em 1º de Janeiro de 1979, a legislação exigiu o “S” (111S) para identificar o motor turbinado no L111S.
Em 1981, último ano de fabricação, o L111S era produzido com potência de 305 cv e 120 toneladas de capacidade máxima de tração (na versão 6x4). O motor V8 do LK141 desenvolvia 375 cavalos neste ano.
A linha de ônibus era composta por um modelo equipado com motor dianteiro, o B111, e pelo BR116 de motor traseiro. O chassis BR116 foi fornecido para o encarroçamento dos Trólebus da cidade de São Paulo, com motor elétrico central, operados pela CMTC (SP) e atualmente pela Himalaia (SP) e Metra (SP).
Modelos da Série:
- L111 - caminhão lançado em 1976.
- L111S - equipado com motor turbo com potência que variou no Brasil de 264 a 305 cv.
- LK111 - caminhão de cabine avançada.
- LT111 - caminhão com 2 eixos traseiros tracionados (eixos em tandem).
- L141 - produzido somente na Europa com o motor V8 de 14 litros. A cabine da Série 0 que continuou sendo montada nos modelos equipados com motor de 11 litros é incompatível com o motor V8.
- LK141 - caminhão top de linha, equipado com motor V8 de 14 litros.
- 81
- B111 - Chassis de ônibus com motor dianteiro;
- BR116 - Chassis de ônibus com motor traseiro.

#### Série 2
A Série 2 marcou a estreia das novas cabines, os primeiros caminhões T 112M, 112H, 142M e 142H apresentavam o balanço dianteiro e o capô do motor menor que os 112H e 142H lançados mais tarde com intercooler. Convém notar que os sufixos M, H, e E querem dizer, respectivamente "medium" (médio), "heavy" (pesado) e "extra-heavy" (extrapesado).
A potência era de 333 cv para o motor de 11 litros com intercooler e 305 cv para o motor sem intercooler. Os 112M e 142M lançados em ainda em 1982, possuíam o mesmo motor do 111 e 141, respectivamente, logo foram lançados os 112H e 142H (1982-1986). Modelos com intercooler de fábrica só vieram em 1985, com o lançamento do 112H, os famosos "faixa cinza". Para acomodar o capô, foi trocado por outro mais comprido feito de fibra. Neste ano ainda aparece o S na frente do capô o qual significava Super advanced. Em 1987, aniversário de 30 anos no Brasil, o S saia da frente do capô e passa a fazer a completar a nomenclatura do modelo, se tornando 112HS (1987-1989), posteriormente foi lançado o modelo 112HW (1989-1991), que já trazia duas opções de motores com 310 ou 360 cavalos de potência. No motor V8 de 14 litros a potência variou de 375 cavalos (sem intercooler - 142M e primeiros 142H), 388 cavalos (com intercooler - últimos 142H e 142HS) e 411 cavalos (com intercooler - 142HW).
Quando foi lançada a Série 2, a versão com motor V8 foi disponibilizado na cabine T, nas versões T142 M, T142 H, T142 HS e T142 HW (4x2, 6x2), T142E, T142ES e T142EW (6x4). A cabine "R" (antiga LK) também estava disponível com motor V8, sendo elas R142M, R142H, R142HS e R142HW (4x2, 6x2), R142E, R142ES e R142EW (6x4).
Caminhões
- 112: T112, R112
- 142: T142, R142

Ônibus;
- Motor dianteiro - S112CL 4x2; S112TL 6x2; F112HL 4x2 (S: eixo dianteiro na extremidade do chassi, F: eixo dianteiro recuado da extremidade do chassi)
- Motor traseiro - K112CL 4x2; K112TL 6x2

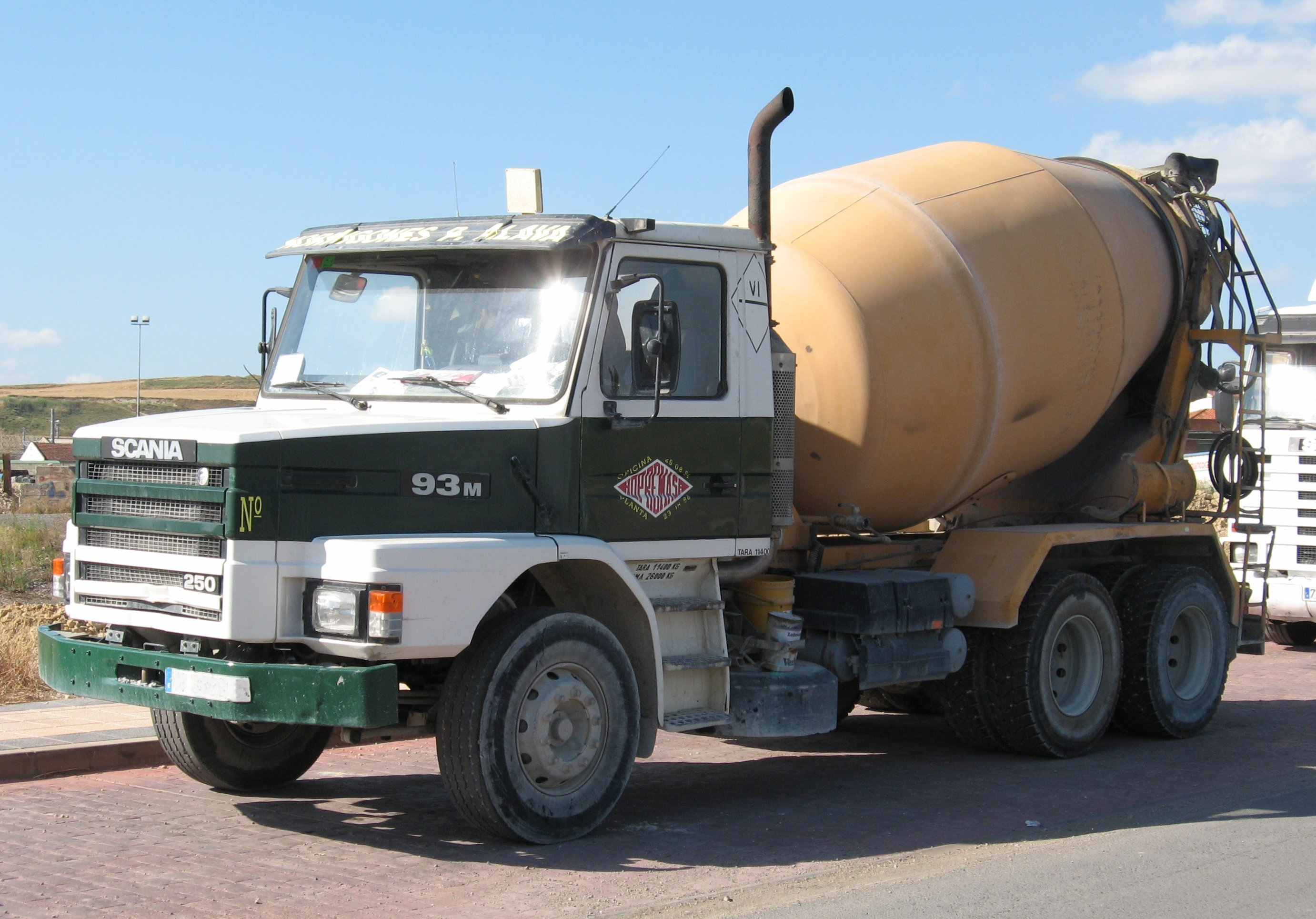
Scania T93

#### Série 3
A terceira geração foi lançada no final de 1991  no mercado brasileiro (em 1988 no europeu) permanecendo em produção até 1998, com opções de motores de 320 ou 360 cavalos para o motor de 11 litros (DSC11), e 450 cavalos para o motor V8 de 14 litros (DSC14) todos equipados com intercooler. As cabines eram as mesmas da Série 2 com suspensão a ar na parte traseira da cabine a partir de 1994, volante escamoteável e com regulagem de altura, com alterações nas faixas decorativas e em alguns detalhes. Nos modelos 112 e 113, existe diferença na palheta do limpador do para-brisas, que no modelo 112 é parafusada, e no modelo 113 é apenas encaixada. O painel era reto, semelhante ao da série 2 e, após 1994, foi lançado o painel envolvente, semelhante ao painel da Série 4.
O motor V8 permaneceu na Série 3 com nova potência: 450 cv. Continuava disponível nas cabines "T", "R", "T" TopLine e "R" TopLine (teto alto), nas versões T143H (4x2), T143H TopLine (4x2) e T143E (6x4), R143H (4x2), R143H TopLine (4x2) e R143E (6x4).
Caminhões
- 93; P93H
- 113: T113H, T113E 6x4, R113H, R113E 6x4, P113H, P113E 6x4
- 143: T143H, T143E 6x4, R143H, R143E 6x4

Ônibus (1990 - 1998)
- Motor dianteiro - S113CL 4x2 (descontinuado em 1993), F113HL 4x2
- Motor traseiro - K113CL 4x2 (descontinuado em 1994); K113TL 6x2 (descontinuado em 1994); L113CLB 4x2  (Lançado em 1993 e posteriormente chamado CITYMASTER); K113CLB 4x2 (1994 a 1998); K113TLB 6x2 (1994 a 1998); K113TLB 8x2 (1995 a 1998)
- Protótipos - CN93 (protótipo vindo ao Brasil, na década de 90)

#### Série 4
Caminhões
- 94
- 114
- 124
- 144
- 164

O R164G 480 V8 era a versão topo de linha da marca no Brasil, conhecida como "Rei da Estrada" por ser o caminhão mais potente do Brasil até 2006, quando a Volvo lançou um motor de 520 cv para o FH.
Ônibus (1998-2011)
- Motor dianteiro - F94HA 6x2*4 310 (articulado); F94HB 4x2 220; F94HB 4x2 310
- Motor traseiro - L94IA 6x2*4 300 (articulado - atual K310 Articulado); L94IB 6x2 (terceiro eixo direcional - atual K270 6x2*2); L94IB 4x2 220 (posteriormente K230); K94IB 4x2 300 (atual K310); K124IB 4x2 360; K124IB 6x2 360; K124IB 8x2 360; K124IB 4x2 420; K124IB 6x2 420 (posteriormente K420 6x2); K124IB 8x2 420 (posteriormente K420 8x2); K124EB 4x2 420; K124EB 6x2 420; K124EB 8x2 420; K340 (4x2 e 6x2); K380 (4x2 e 6x2)

### Modelos de 1944 até 1968
Antes do lançamento da Série 0, a nomenclatura não era baseada na cilindrada. Após a II Guerra, foi adotada a nomenclatura com número de dois dígitos e uma a três letras que indicavam o tipo de cabine e o motor turbo. A letra L era seguida do B nos modelos com cabine avançada. O S era o indicativo dos modelos com motor turbo.

#### Modelos L10/L20

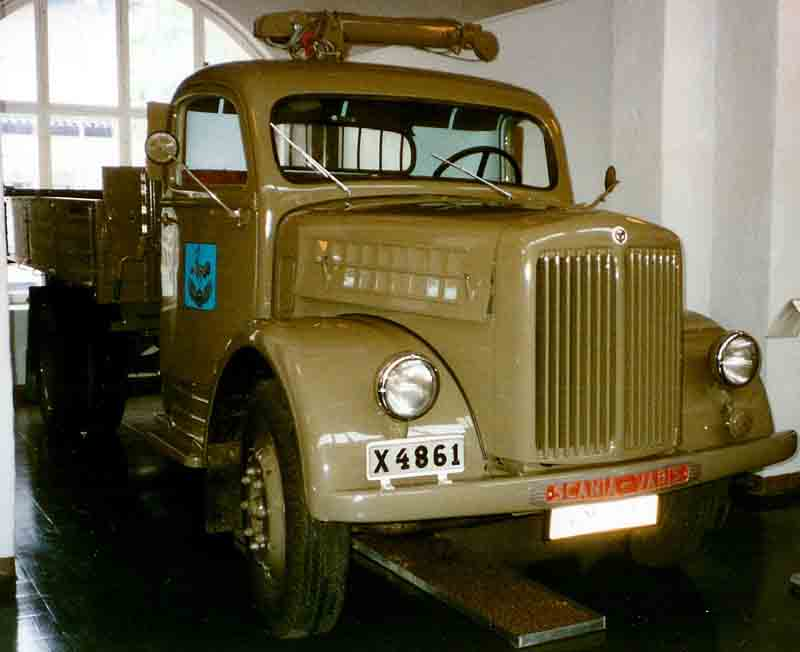
Scania-Vabis L12 1947

Em 1944, teve início uma série de lançamentos, com novas cabines com os paralamas montados junto ao capô, embora os faróis continuassem sendo motados sobre estes e só viriam a ser incorporados aos paralamas em 1958, com a estréia da cabine dos modelos L55 e L75. A Série foi produzída entre 1944 e 1949 quando foi substituida pela Série L40/L60. Fazem parte os modelos L12, L13, L23.
Os L10 tinham Peso Bruto entre 8,5 e 11,5 toneladas, e os L20 entre 10 e 18 toneladas.

#### Modelos L40/L60
Em 1949, os L10 foram substituídos pelos L40, permanecendo até 1953. Os L20 foram substituídos pelos L60 no mesmo ano e permaneceram em produção até 1954. Os motores continuaram sendo o 5,6 litros de 90 cv para o L40, e 8,5 litros de 6 cilindros e 135 cv, para o L60.

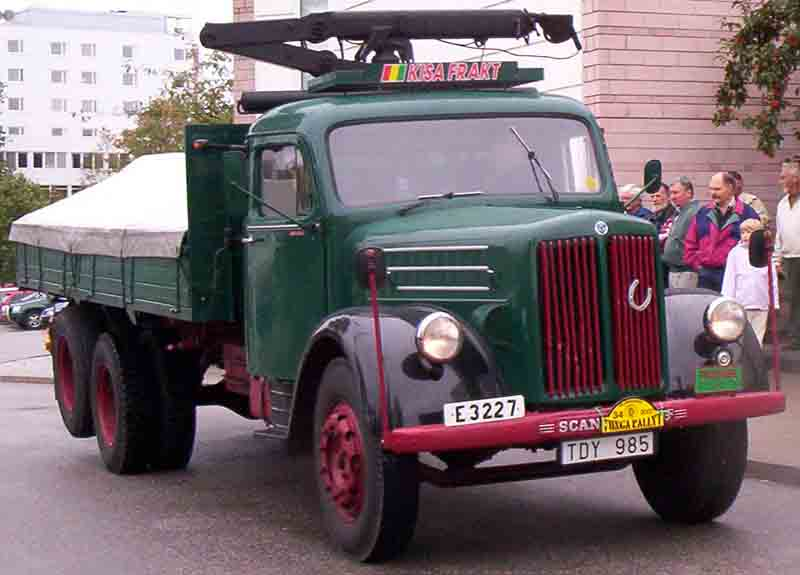
Scania-Vabis L51 Drabant 1954

#### Modelos L51 e L71
Em 1953, o L51 foi lançado, substituíndo os modelos L40, permanecendo em produção até 1959. Em 1954, os L60 deram lugar para o L71, permanecendo em produção até 1958. Os motores foram substituídos pelo 6,2 litros de 100 cv e 9,3 de 150 cv.
O L71 foi o primeiro modelo comercializado no Brasil, importado da Suécia.

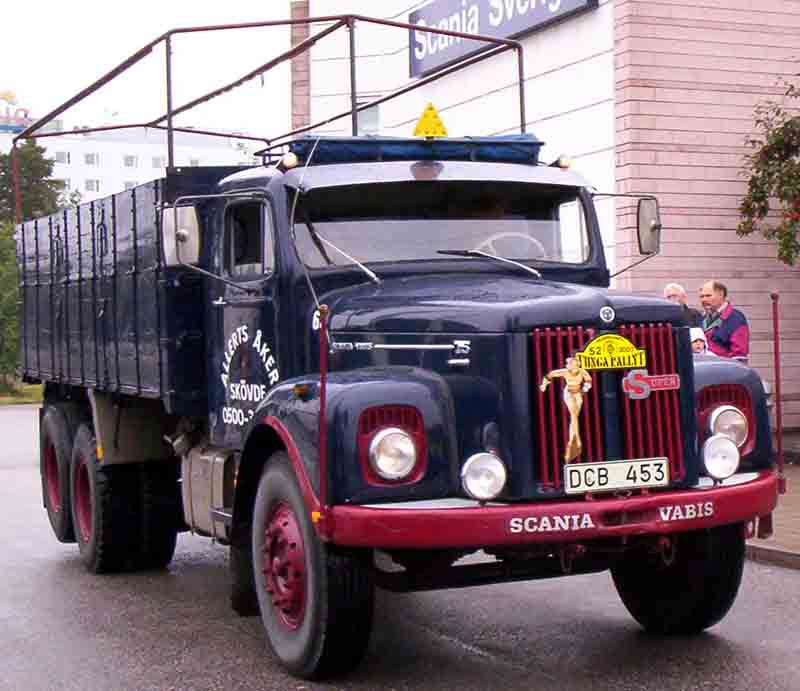
Scania-Vabis LS75 1961

#### "Série 5"
Em 1958, foi lançado o L75, com uma nova cabine trazendo os faróis incorporados aos paralamas. Esta cabine foi usada posteriormente pelas Séries 6, 0 e 1, permanecendo em produção até 1981 com pequenas alterações. A partir de 1961, passou a ser disponibilizado o modelo LS75 com motor turbo.
O modelo L55 foi lançado em 1959, substituindo os L51.
O B75 foi o chassis de ônibus produzido no Brasil de 1961 até 1965.

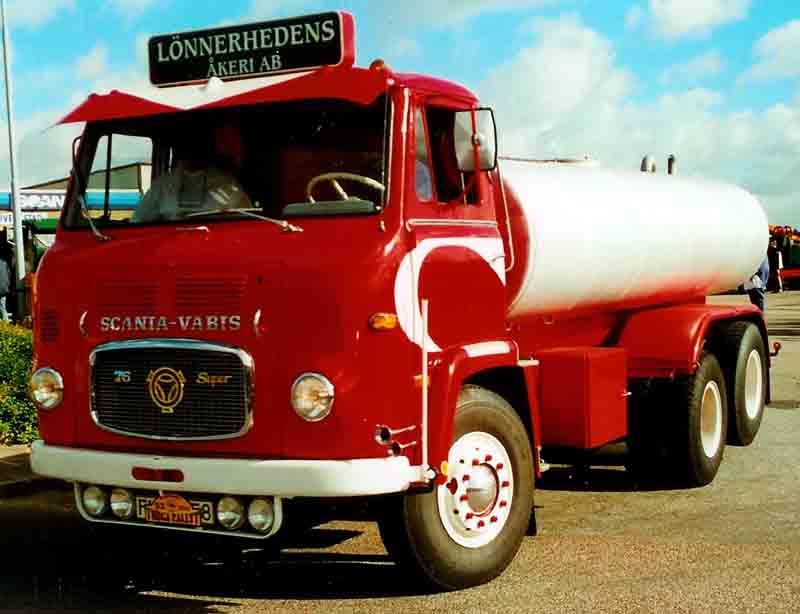
Scania-Vabis LBS76 1968

#### "Série 6"
O L56 foi lançado em 1962, substituindo o L55. Este modelo passou a usar o motor 7,8 litros de 140 cv.
O L76 substituiu o L75 no início de 1963 e permaneceu em produção até 1968, quando foi substituído pelo L110. O motor de 10,3 de 165 cv du lugar a um 11 litros de 190 cv. Na versão turbo este motor passou a oferecer entre 220 e 260 cv. O Peso Bruto era de 13 a 22,5 toneladas.
O Scania-Vabis L“T”76 (tração 6x4) na cor laranja, com motor de 11 Litros de 195 hp, sem turbo e com filtro de ar externo, foi lançado no segundo semestre de 1963.
Os LB76 e LBS76 marcaram o retorno dos modelos de cabine avançada, a qual ao longo consolidou-se nas decadas seguintes na linha de produtos da Scania.
O L66 era montado com o chassis do L76 e o motor menos potênte do L56.
O L36 foi fabricado de 1964 a 1968, com Peso Bruto entre 10,5 e 11,2 toneladas e era equipado com motor de quatro cilindros em linha de 5,2 litros e 90 cv na versão aspirada e 120 cv na versão turbo.
O B76 era o chassis de ônibus da série, equipado com motor dianteiro. Foi fabricado no Brasil de 1966 até 1968.

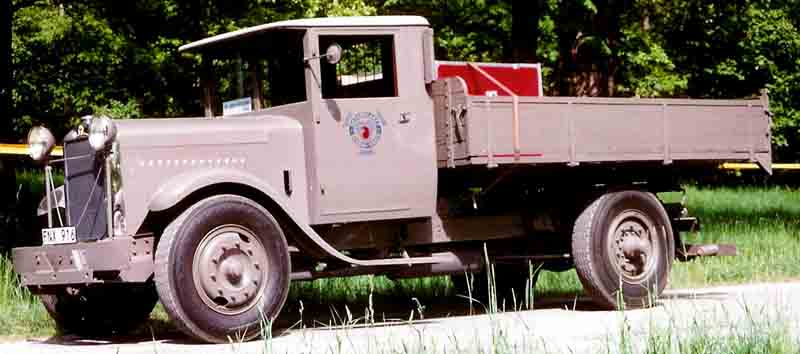
Scania-Vabis 335 1934

### Modelos até à II Guerra Mundial
Entre 1925 e 1944, os caminhões eram nomeados por um número com três dígitos.
- 314, 324, 325 - modelos fabricados entre 1925 e 1936
- 335, 345 - modelos produzidos de 1931 a 1944
- 355 - modelo com cabine avançada, fabricado entre 1931 e 1942

## Scania na América Latina
Em 1957, a região foi escolhida para acolher a primeira fábrica da empresa instalada fora da Suécia. A proposta era atuar nesse mercado em desenvolvimento, oferecendo produtos com a mais moderna tecnologia.
A primeira fábrica funcionava na Vemag no bairro do Ipiranga, em São Paulo, Brasil. Quase 20 anos depois, em 1976, a empresa abriria as portas de sua unidade industrial em Tucumán, na Argentina. Em 1995, foi a vez da fábrica de San Luís do Potosí, no México.
Em 1998, as linhas de montagem passaram por significativas mudanças com a introdução de máquinas e equipamentos de última geração e de novos métodos de trabalho para a produção de caminhões pesados, ônibus e motores industriais e marítimos da Série 4.
A empresa possui três unidades de produção localizadas na Argentina, no Brasil e no México, além de operações comerciais no Chile e Peru. Outros mercados são atendidos por importadores independentes. A Scania conta com uma rede de mais de 145 concessionárias que atende os clientes na América Latina.
Para consolidar as atividades produtivas e comerciais no continente, em 1996, foi criada a Scania Latin America. As unidades de produção têm capacidade de produzir 20.000 veículos por ano, entre caminhões pesados e ônibus e 5.000 motores industriais e marítimos. Cerca de 4.000 pessoas trabalham na América Latina e a região é responsável por 20% do faturamento mundial do grupo.

### Scania no Brasil

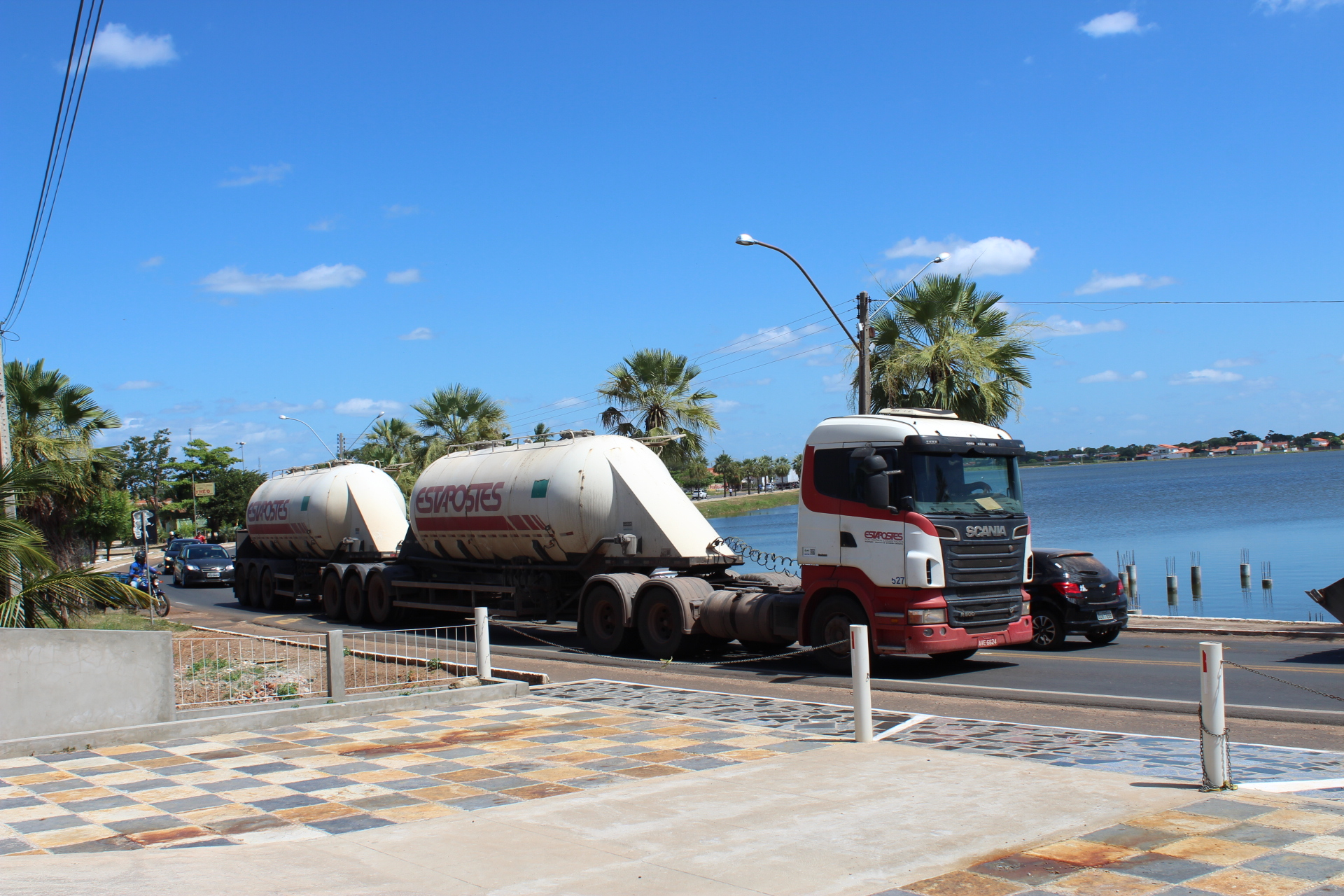
Carreta da Scania na rodovia brasileira BR-343 em 2018.

O Brasil foi escolhido pela Scania para iniciar suas atividades na América Latina em 1957. Em 1962, transferiu-se da capital paulista para São Bernardo do Campo, na grande São Paulo.
Construída oficialmente como Scania-Vabis do Brasil Motores Diesel, produziu seu primeiro caminhão em 1958. Foi o L75 com motor importado e um terço das peças nacionais, era montado no bairro do Ipiranga, em São Paulo na cor cinza claro, depois passaram a ser pintados de azul.
Em 1959, saiu das linhas de montagem o primeiro motor a diesel brasileiro para caminhões.
A partir de 1963, com o L76, receberam a cor laranja, que marcou os caminhões da marca durante muito tempo.

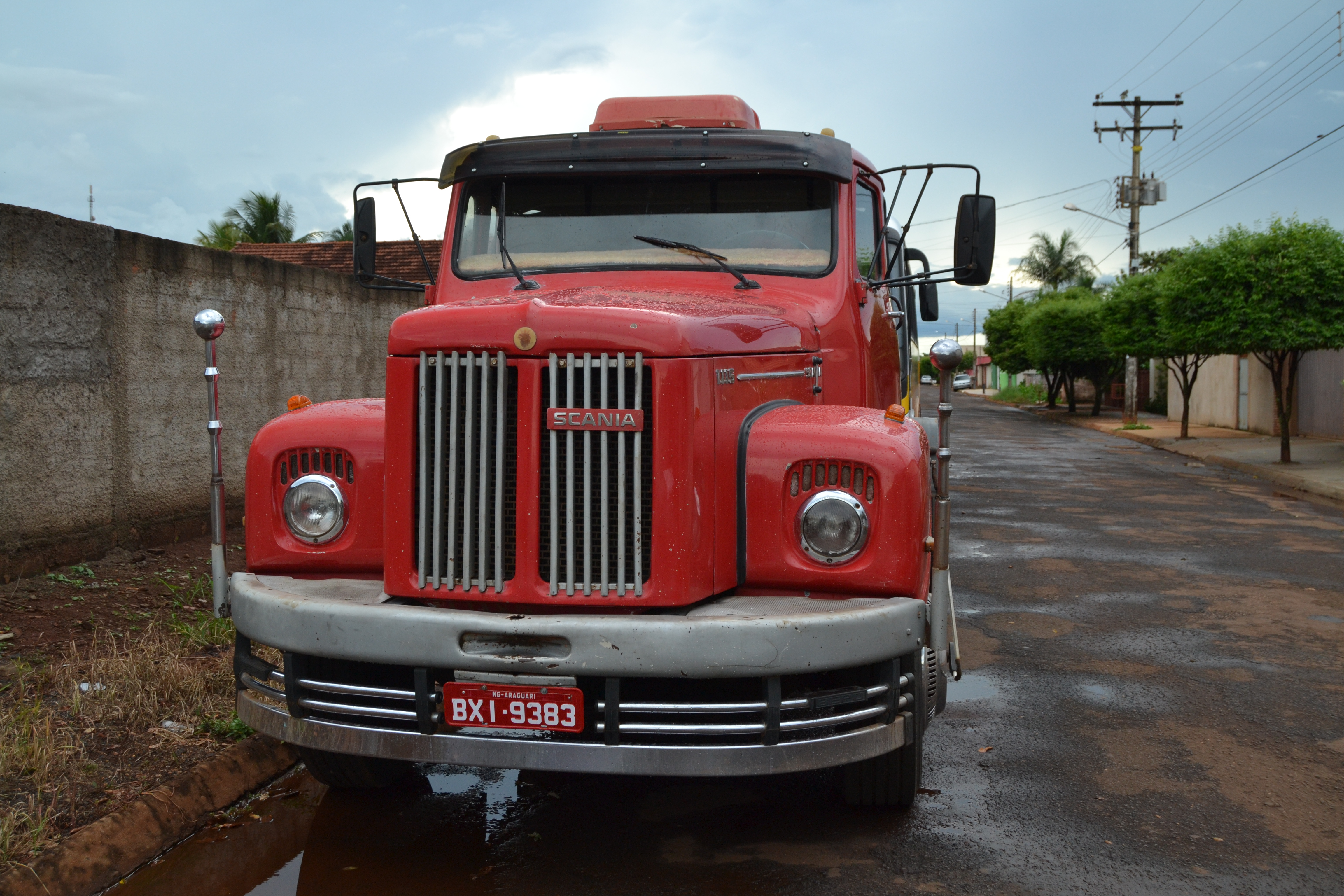
Scania modelo 111S no Brasil

Modelos e anos de lançamento no Brasil
- 1951 a 1957 - Scania Vabis L71 (cor cinza claro importado pela Vemag "625 unidades")
- 1958 a 1960 - Scania Vabis L71 (cor cinza claro montado pela Vemag "726 unidades")
- 1958 - Scania Vabis L75 (cor cinza claro e depois azul já fabricados no Brasil)
- 1963 - Scania Vabis L76 (cor laranja)
- 1966 - Scania Vabis 101
- 1972 - Série 0 - Scania Vabis L110; LS110  com motor 11 litros, conhecidos por "Jacaré"
- 1974 - Série 0 - Scania Vabis LK 140 V8 de 350 hp(cara chata)
- 1978 - Série 1 - Scania Saab 111; 111s; LK141 de 375 hp
- 1981 - Série 2 - Scania Saab - Cabines com bico tinham a nomenclatura T e para as avançadas (cara-chata) possuíam prefixo R na sua nomenclatura (Isto para essa e demais séries - só apareciam no documento).
  - 4x2: 112M; 142M; 112H; 142H; 112HS; 142HS; 112HW; 142HW;
  - 6x2: 112H; 142H; 112HS; 142HS; 112HW; 142HW;
  - 6x4: 112E; 112ES; 142E; 142ES; 112EW; 142EW;
- 1986 - Série 3 importada - 113M; Modelo muito raro, muitos nem sabem que existiram desse modelo no Brasil, foi trazido para testes. Último no Brasil foi fabricado em 1989.
- 1991 - Jubileum - Série especial, comemoração dos 100 anos de Scania no mundo, baseado no 112HW cabines R e T, motor de 360 cv, 4x2, vinham na cor preta com faixas cromadas e possuíam rodas 10 furos (disco), um diferencial nos modelos Scania da época e até 1994, quando a Scania começou a comercializar os modelos com rodas disco de série. Foi uma série limitada em 200 unidades.
- 1991 - Série 3 - 113H; 113E (motores de 310 (sem intercooler), 320 e 360 cv); 143H; 143E (motores de 450 cv); em 1993 foi lançado o modelo P93H, com motorização de 250 cv e então a Scania deixava de atuar exclusivamente nos segmentos dos pesados e extrapesados e agora ingressava também no setor dos semipesados. As cabinas P ainda eram divididas em simples e leito (alongadas).
- 1993 - Série 3 moderno - 113H; 113E; 143H; 143E (Top Line), além dos já comercializados, tinham agora os modelos com teto alto (modelo 1994). Teve uma pequena quantidade de modelos Top Line com rodas raiadas. A Scania também deixava de oferecer a opção de motores 310 cv, sem intercooler.
- 1994 - data marcada pelo fim das rodas raiadas.
- 1998 - Série 4 - Cabina totalmente reestilizada, com muito mais plástico e fibra.
  - Motores de 9 litros (220, 260 e 300 cv): 94G; 94D; 94C
  - Motores de 11 litros (320 e 360 cv)
  - Motores de 12 litros (360, 400 e 420 cv): Scania 124G; 124L; 124C
  - Motores de 16 litros V8 (480 cv): 164G; 164L; 164C
- 2000 - Millenium - Série especial em comemoração do novo milênio baseado nos modelos 124 e com cabines T ou R que vinham na cor vinho escuro com o nome Millenium na cor dourada na lateral e lançamento do opticruise câmbio semiautomático. Também foi lançado no final deste mesmo ano a série Rei da estrada - série especial baseada no R-164G 4x2 6x2 ou 6x4, na época o mais completo e potente do mercado brasileiro e era disponível apenas com cabine "R".
- 2001 - Horizontes - série especial baseada nos modelos 124G 4x2 e com cabines T ou R. Vinham na cor laranja, para relembrar o velho 111.
- 2003 - Série 4 - com pequenas melhorias, agora com três marias no parasol e para-choque na cor do caminhão.
- 2004 - Série Evolução - os modelos passaram a ser nomeados com base em melhorias no basculamento da cabine R e melhorias na potência do motor e no eixo cardan que fica 3 cm mais alto, tanques de alumínio como opcionais e mudanças na nomenclatura juntando tipo de cabine com potência.
  - Cabine com bico: T360; T400; T420.
  - Cabine avançada (cara-chata) alta: R360; R400; R420; R480
  - Cabine avançada (cara-chata) baixa: P230; P270; P310; P330; P340; P360; P400; P420
- 2006 - fim de produção das cabines T e dos Scania 360 e 400 sendo substituídos por 380 e 420
- 2007 -  a Scania comemora 50 anos de sua chegada oficial ao Brasil. Como parte das comemorações, é lançada a série especial Silver Line, limitada a 400 unidades. Série 5 (grade frontal e painel reestilizados) - a cabine anteriormente denominada R passou a se chamar G e o termo R designa as cabines com acabamentos mais sofisticados e cofre do motor semiplano e o lançamento no Brasil da cabine R Highline (teto alto) que já era produzida na Suécia desde 2004.
  - Motores de 9 litros (5 cilindros): P230; P270; P310
  - Motores de 11 litros: P340 e G380
  - Motores de 12 litros: Scania; R420; G420; P420; R440; G440; R470; G470
  - Motores de 16 litros (V8): R500;
- 2010 - pequenas melhorias na serie 5 com pequena reestilização na grade frontal e no painel e mudança no local de basculamento da cabine que passa da frente do catalisador para o lado direito do para-choque.
- 2010 - lançamento do R580 V8 o motor mais potente do mercado nacional
- 2012 - neste ano a Scania passa a atender às normas de emissões de poluentes brasileiras Conama P7, equivalentes às Euro 5; lançamento dos Scania R620 e R560 v8 e melhorias no freio retarder e no câmbio Optcruise tendo as opções de automático para operações rodoviárias e semiautomático para operações mais severas.
  - Motores de 9 litros: (5 cilindros) 250; 270 (motor a Etanol) e 310 cv
  - Motores de 13 litros: (6 cilindros) 360; 400; 440 e 480 cv
  - Motores de 16 litros: (8 cilindros em V) 560 e 620 cv.

### Scania na Argentina
A Scania está instalada na Argentina desde 1976, com uma unidade comercial em Buenos Aires e uma unidade industrial em Tucumán. Esta fábrica é o centro produtor de caixas de câmbio, rolamentos, diferenciais e componentes de transmissão para toda a América Latina. Em 26 de março de 1976, o complexo industrial foi lançado e o 10 de setembro, a 1ª caixa de velocidades foi fabricada fora da Suécia e, finalmente, em 1º de dezembro, um caminhão L111 tornou-se o primeiro Scania na Argentina. Em 1978, foi fabricado o primeiro chassi para ônibus de longa distância, o BR116.
Modelos feitos pela Scania em Argentina
Caminhões:
- L111, LT111 D/DS;
- R112H 4x2 e 6x2;
- T112E 6x4;
- T112H 4x2 e 6x2;
- P93H 4x2;
- R113E 6x4;
- R113H 4x2;
- R113H 4x2 e 6x2;
- T113EC 4x2;
- T113H 4x2/
- P94 Db 4x2, P94 Ga 4x2, P94 Db 6x2;
- P114 Ga 4x2. P114 Gb 4x2;
- R114 Ga 4x2, R114 Gb 4x2;
- R124 Ga 4x2, R124 Gb 4x2, R124 La 4x2;
- T114 Ga 4x2; T114 Gb 4x2.
- T124 Ga 4x2, T124 Gb 4x2, T 124 La 4x2.

Ônibus:
- BR116 D/DS11;
- K112;
- K113;
- F113;
- F94 HB 4x2.

### Scania no Chile
Há mais de 45 anos, a Scania exporta veículos pesados para o Chile. Trata-se de um dos principais mercados de exportação para a Scania Latin America. Sua presença foi aumentada na região com a criação, em 1995, da subsidiária "Scania Chile", unidade comercial responsável pela importação de seus produtos e serviços de pós-venda e manutenção.

### Scania no México
Os primeiros produtos da marca Scania - 600 ônibus produzidos no Brasil - chegaram ao México em 1992. No ano seguinte, foram enviados 50 caminhões T113 6x4 para demonstração aos principais empresários de transportes. Os veículos tiveram grande aceitação no País, um mercado tradicionalmente dominado por veículos de origem estadunidense, muito distintos dos veículos de origem europeia como os Scania.
Essa boa aceitação levou a Scania a implantar, em 1995, uma fábrica para a produção de caminhões em San Luis Potosí, região central do México. Quatro anos depois, em 1999, foi inaugurada uma linha para a produção de ônibus. O escritório comercial está localizado na Cidade do México.

### Scania no Peru
Há mais de 45 anos, os veículos Scania circulam no Peru. Para consolidar sua presença nesse mercado, a Scania Latin America possui uma unidade comercial própria em Lima, capital peruana.
Os caminhões e ônibus Scania são reconhecidos em todo o Peru por responderem muito bem às duras exigências da geografia e clima do país e por serem atendidos por um eficiente suporte de pós-venda.

## Motores
O Scania 314 foi o primeiro caminhão da marca, produzido a partir de 1925. O motor de quatro cilindros em linha e 3461 cilindradas e 36 cavalos-vapor era disponibilizado para o modelo. Também estava disponível o motor de 4273 cilindradas e 50 cv.
Atualmente são produzidos caminhões com motores desde cinco cilindros, e 9 litros de cilindradas, com potência a partir de 230 cv, até o V8 de 16 litros e 770 cv. Evidenciando como a tecnologia propiciou o aumento a potência dos motores. Por exemplo, o modelo LK141, em 1978, com um motor V8 de 14 litros, atingia o máximo 375 cavalos e 1549 N⋅m de torque. Quarenta e dois anos depois, em 2020, um motor com apenas dois litros a mais, o DC16 123, gera mais que o dobro da potência e torque, com 770 cv e 3700 N⋅m nos modelos R770 e 770S.